# Kyra Constantine
Kyra Constantine, född 1 augusti 1998, är en friidrottare från Kanada. Hon deltog vid olympiska sommarspelen 2020 och olympiska sommarspelen 2024.